# トマス・ハワード (第3代ノーフォーク公)
第3代ノーフォーク公爵トマス・ハワード（英語: Thomas Howard, 3rd Duke of Norfolk, KG, PC, 1473年 - 1554年8月25日）は、イングランドの貴族、廷臣。第2代ノーフォーク公トマス・ハワードとエリザベス夫妻の長男。
1513年のスコットランド軍の侵攻を父とともに撃退したことでイングランド王ヘンリー8世の信任を得、宮廷で権勢をふるった。1524年に第3代ノーフォーク公位を継承。姪2人（アン・ブーリン、キャサリン・ハワード）をヘンリー8世の王妃にしたが、この2人の姪はいずれも姦通罪で処刑された。やがて彼自身もヘンリー8世の信任を失い、1546年にロンドン塔に投獄されたが、1553年にメアリー1世即位に貢献したとされて釈放と復権が認められた。1554年に死去、爵位は孫のトマスが継承した。

## 生涯

### 公爵位継承まで
1473年に後に第2代ノーフォーク公爵となるトマス・ハワードとその妻エリザベス（旧姓ティルニー）の息子として生まれる。
祖父ジョン・ハワードはイングランド王リチャード3世の即位に貢献し、1483年にノーフォーク公位を与えられたが、1485年8月にボズワースの戦いでリチャード3世と共に戦死した。父もリチャード3世に従って参戦し、捕虜になっていたため、議会は10月に父の私権剥奪を決議した。これにより父は1489年まで監禁生活を送った。
1489年に釈放された父は、12人の子女を使って婚姻関係でうまく勢力を伸ばしていった。その一環でトマスは1495年にヘンリー7世の義妹アン王女（エドワード4世の娘でリチャード3世の姪、ヘンリー7世の王妃エリザベスの妹）と結婚することになった。しかし彼女との子供は夭折し、1511年にはアンに先立たれてしまった（後にバッキンガム公エドワード・スタッフォードの娘エリザベスと再婚する）。
1513年にヘンリー8世のフランス遠征（カンブレー同盟戦争）の隙をついてスコットランド王ジェームズ4世が4万のスコットランド軍を率いてイングランド侵攻を開始したが、トマスは老齢の父とともに2万6000のイングランド軍を率いてスコットランド軍を撃破し、ジェームズ4世も敗死させた（フロドゥンの戦い）。この恩賞で翌1514年に父の第2代ノーフォーク公への復権が勅許された。トマスも同年に父の爵位サリー伯爵を継承することが認められ、アイルランド総督、海軍卿や大蔵卿等の官職を歴任してヘンリー8世の宮廷に仕えた。1523年に主君の命令でフランス東部ピカルディへ遠征したが、こちらは戦果無く撤兵した（第三次イタリア戦争）。
しかしこの頃、新しい政治勢力としてジェントリが台頭し始めていた。トマスはラテン語はおろか国語の読み書きも覚束ないとされる一方、そうした才能を持つジェントリ層から出たトマス・ウルジー、トマス・クロムウェル（後の初代エセックス伯）、エドワード・シーモア（後の初代サマセット公）らに権勢を脅かされるようになった。また、父がノーフォーク公に復権した同年にヘンリー8世はチャールズ・ブランドンをサフォーク公に叙爵、イースト・アングリアでノーフォーク公家が勢力拡大する事態を阻止すべく牽制としてブランドンを同地へ派遣、以後両家の間で度々衝突が発生した。
1524年に父が死去したことで第3代ノーフォーク公位を継承した。

### 2人の姪を王妃に
トマスがノーフォーク公を継承した頃、妹エリザベス・ブーリンの娘アン・ブーリンがフランスの宮廷仕えを終えてイングランドに帰国し、王妃キャサリン付きの女官として宮廷仕えするようになった。ヘンリー8世はいつまでも男子を産めないキャサリンに嫌気が差してアンとの再婚を考えるようになり、1529年頃から彼女と肉体関係を持ち始めたという。ノーフォーク公はそれまで姪アンにさして関心を持っていなかったが、彼女が国王の御手付きになったと知ると2人の結婚を全力で推進した。ヘンリー8世とキャサリンの離婚に反対するローマ教皇クレメンス7世に圧力をかけたり、教皇から離婚許可を取れなかった王の寵臣の大法官・枢機卿トマス・ウルジーの追い落としにサフォーク公・義弟でアンの父ロッチフォード子爵トマス・ブーリンと結託、ウルジーを失脚させるなどの工作を行った。
1533年にアンを2番目の王妃にすることに成功したが、生まれたのは女子のエリザベス王女（大姪、後のエリザベス1世）だけであり、3年後の1536年にアンが姦通罪で処刑されたため、ノーフォーク公の当ては外れた。なおアンに死刑判決を下した特別裁判所の裁判長はノーフォーク公が務め、公爵は自分の保身を優先し、姪に温情を示すことはなかったという。一方で大蔵卿の補佐を務めたトマス・モアと親しく、1532年に彼の大法官辞任を王へ伝えたり、モアの裁判が1535年に開かれると裁判官の一員を務め、この裁判で大法官トマス・オードリーと共にモアへ王に赦免を乞うことを勧めたが断られている。
1536年から1537年にかけてイングランド北部で発生した反乱（恩寵の巡礼）では鎮圧に当たり、当初は装備・兵站不足のため反徒と交渉で赦免を与えて解決を図り、再度反乱が起こると交渉で分裂した反徒を蹴散らし平定した。また父に倣って貴族や王家（テューダー朝）との政略結婚を推し進め、姪だけでなく自らの妹や子供たちも利用して姻戚関係を結んだ。ただしテューダー朝との関係は実を結ばなかった。
トマス・クロムウェルとカンタベリー大司教トマス・クランマーが進めるプロテスタント的宗教改革にはカトリックかつ保守派の立場から反発、1538年9月にクロムウェルがヘンリー8世の許可を得た上で全ての教会に英語訳聖書を備える命令を出すと、ウィンチェスター司教スティーブン・ガーディナーと組んで巻き返しを図り、翌1539年6月に改革の行き過ぎを危ぶむヘンリー8世の支持でカトリック寄りの信仰箇条を定めた議会制定法の6箇条法が制定された。
1540年にエセックス伯に叙爵されたクロムウェルが実現させたヘンリー8世とユーリヒ＝クレーフェ＝ベルク公女アンの結婚は、ヘンリー8世の我がままによりすぐに離婚となった。この離婚準備中にヘンリー8世はノーフォーク公の弟エドムンド・ハワード卿の娘キャサリン・ハワードに手を付けた。ノーフォーク公はこれを利用し、結婚の失敗についてクロムウェルの責任を厳しく追及し、7月28日には彼を処刑に追いやることに成功した。ついで同日にヘンリー8世とキャサリンの結婚を実現させたが、この2年後の1542年にはキャサリンは姦通罪に問われて処刑されている。

### 失脚と復権
これ以降、ヘンリー8世のノーフォーク公に対する信用は低下していき、初代ハートフォード伯爵（後のサマセット公）エドワード・シーモアら政敵に付け入れられるようになった。ノーフォーク公はクロムウェルに代わる宰相としての地位を得られず、キャサリンの処刑もあって保守派の立場はぐらつき、クランマー・ハートフォード伯らプロテスタント改革派が盛り返した。この争いはヘンリー8世の治世末期まで続いた。
軍人としての活動は続き、1542年9月にスコットランドへ遠征して略奪、1544年に第五次イタリア戦争でモントルイユを包囲したが落とせず退却した。
1546年12月には長男のサリー伯ヘンリー・ハワードとともに大逆罪容疑で逮捕され、ロンドン塔に投獄された。翌1547年1月19日にまずサリー伯が処刑され、ついでノーフォーク公も処刑されるはずであったが、直前の1月28日にヘンリー8世が崩御したため、処刑中止となった。もっとも、エドワード6世の治世中にはハートフォード伯の意向で釈放されることはなかった。
1553年のエドワード6世の崩御後、摂政である初代ノーサンバランド公ジョン・ダドリーがジェーン・グレイを女王に擁立した際には、自分と同じカトリックのメアリー王女（メアリー1世）を所領に匿った。その功績でメアリー1世即位後の1553年8月に釈放とノーフォーク公位への復権が認められた。以後はメアリー1世に仕えノーサンバランド公の裁判を主宰、ワイアットの乱鎮圧に当たった。ただしワイアットの乱では敵の攻撃で後退する失態を見せている。
1554年8月25日にサフォークのフラムリンガム城において死去した。ノーフォーク公位は孫（処刑されたサリー伯の遺児）のトマスが継いだが、この孫も1572年にエリザベス1世への大逆罪で処刑される運命にある。

## 栄典

### 爵位
1514年2月1日の父トマス・ハワードのノーフォーク公爵位復権とともに以下の爵位を継承した。
- 第2代サリー伯爵 (2nd Earl of Surrey)
(1483年6月28日の勅許状によるイングランド貴族爵位)

1524年5月21日の父の死去により以下の爵位を継承した。
- 第3代ノーフォーク公爵 (3rd Duke of Norfolk)
(1483年6月28日の勅許状によるイングランド貴族爵位)

1547年1月28日に私権剥奪。1553年8月に回復。

### 勲章
- ガーター勲章ナイト（KG）[6]

## 家族
1495年にアン王女（エドワード4世の娘）と結婚し、1496年に彼女との間に長男トマスを儲けたが、この長男は1508年に夭折した。アン王女も1511年には死去した。
ついで1512年にバッキンガム公爵エドワード・スタフォードの娘エリザベスと再婚し、以下の2男2女を儲けた。
- 次男：ヘンリー（1517年 - 1547年） - 儀礼称号サリー伯爵。処刑される。
- 長女：メアリー（英語版）（1519年 - 1557年） - 初代リッチモンド公爵ヘンリー・フィッツロイと結婚
- 三男：トマス（英語版）（1520年頃 - 1582年） - 初代ビンドンのハワード子爵に叙される
- 次女：キャサリン（? - 1530年） - 第3代ダービー伯爵エドワード・スタンリー（英語版）と結婚